# Mamin River
Der Mamin River ist ein Fluss an der Westküste der Karibikinsel St. Lucia.

## Geographie
Der Fluss entspringt im Zentrum der Insel im dünnbesiedelten Norden des Quarters Soufrière an der Grenze zum  Quarter Anse-la-Raye im Gebiet Malmaison. Er verläuft nach Westen und mündet in der Mamin Bay (Anse  Mamin) ins Karibische Meer. Im Unterlauf befinden sich mehrere Staubecken.